# Festival Promessas e Jesus Vida Verão
Festival Promessas e Jesus Vida Verão é um álbum ao vivo distribuído pela gravadora Som Livre com gravações de artistas religiosos da gravadora durante a edição de 2015 do evento Jesus Vida Verão.
O disco foi produzido por Sérgio Assunção na maioria das faixas, exceto as de Davi Sacer, que também é exclusivo na versão em CD. O disco reúne artistas como Ton Carfi, David Quinlan, Pamela, Ludmila Ferber, Andrea Fontes, André Valadão, Verônica Sacer e a banda Aliança do Tabernáculo.

## Faixas
| N.º            | Título                                                     | Compositor(es)                      | Artista                     | Duração |  |
| 1.             | "Aguenta Firme"                                            | Ludmila Ferber                      | Ludmila Ferber              | 6:13    |  |
| 2.             | "Os Sonhos de Deus"                                        | Ludmila Ferber                      | Ludmila Ferber              | 6:14    |  |
| 3.             | "Pra Sempre Teu (Forever Yours)"                           | David Moore - Vs. Ana Paula Valadão | André Valadão               | 8:07    |  |
| 4.             | "Com Você"                                                 | André Valadão                       | André Valadão               | 5:53    |  |
| 5.             | "João Viu"                                                 | Suedson e Daniel Magalhães          | Andrea Fontes               | 5:50    |  |
| 6.             | "Deus de Já (Deus é Jah)"                                  | Raymundo Neto                       | Andrea Fontes               | 3:58    |  |
| 7.             | "Flecha em Tuas Mãos"                                      | Tony Ricardo                        | Pamela                      | 4:30    |  |
| 8.             | "Todo Poderoso"                                            | DD Junior                           | Pamela                      | 4:58    |  |
| 9.             | "Festa dos Crentes"                                        | Ton Carfi                           | Ton Carfi                   | 3:23    |  |
| 10.            | "Pirei"                                                    | Ton Carfi                           |                             | 6:17    |  |
| 11.            | "Abra os Olhos do Meu Coração (Open the Eyes of My Heart)" | Paul Beloche - Vs. David Quinlan    | David Quinlan               | 6:31    |  |
| 12.            | "Águas Profundas"                                          | David Quinlan e Wiliam Oliveira     | David Quinlan               | 5:34    |  |
| 13.            | "Único Senhor / Humildade"                                 | Davi Sacer / O. Zeri                | Davi Sacer e Verônica Sacer | 6:05    |  |
| 14.            | "Venha o Teu Reino"                                        | David Cerqueira                     | Davi Sacer                  | 4:27    |  |
| Duração total: | Duração total:                                             | Duração total:                      | Duração total:              | 78:08   |  |